# More Songs By Ricky
More Songs By Ricky är Ricky Nelsons femte studioalbum, utgivet i juli 1960. Albumet är producerat av Jimmie Haskell.
Albumet nådde Billboard-listans 18:e plats.

## Låtlista
Singelplacering i Billboard inom parentes.
1. "I'm Not Afraid" (Felice Bryant) (#27)
2. "Baby Won't You Please Come Home" (Charles Warfield/Clarence Williams)
3. "Here I Go Again" (Jan Berry/Don Covay)
4. "IF I Knew I'd Find You (I'd Climb the Highest Mountain" (LewBrown/Sidney Clare)
5. "Make Believe" (K. Marie)
6. "Ain't Nothin' But Love" (Baker Knight)
7. "When Your Lover Has Gone" (Einer A. Swan)
8. "Proving My Love" (Baker Knight)
9. "Hey Pretty Baby" (Dorsey Burnette)
10. "Time After Time" (Jule Styne/Sammy Cahn)
11. "I'm Through With You" (Baker Knight)
12. "Again" (Lionel Newman/Darcas Cochran)